# Baron Sanderson of Ayot
Baron Sanderson of Ayot, of Welwyn in the County of Hertford, ist ein erblicher britischer Adelstitel in der Peerage of the United Kingdom. 
Der Titel wurde am 4. Juli 1960 für den Geschäftsmann Basil Sanderson geschaffen. Er war der Sohn des Reeders Harold Arthur Sanderson, General Manager der White Star Line. Beim Tod des 1. Barons am 15. August 1971 folgte ihm sein älterer Sohn Alan Lindsay Sanderson. Dieser verzichtete am 28. September 1971 auf Lebenszeit auf den Titel. Der Titel ruht seither.

## Liste der Barone Sanderson of Ayot (1960)
- Basil Sanderson, 1. Baron Sanderson of Ayot (1894–1971)
- Alan Lindsay Sanderson, 2. Baron Sanderson of Ayot (* 1931) (Titelverzicht 1971)

Titelerbe (Heir Apparent) ist der Sohn des ehemaligen 2. Barons, Hon. Michael Sanderson (* 1959).